# 푸가 CM.170 마지스터

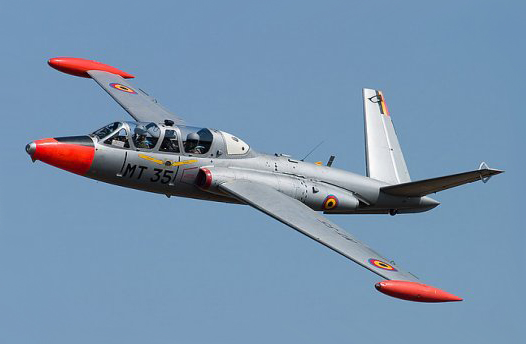

푸가 CM.170 마지스터(Fouga CM.170 Magister)는 1950년대 프랑스 항공기 제조업체인 푸가(Établissements Fouga & Cie)에서 개발 및 제조한 1950년대 프랑스 복좌 제트 훈련기이다. V자형 꼬리로 쉽게 알아볼 수 있으며 거의 1,000대가 프랑스에서 제작되었으며 서부에서는 독일, 이스라엘, 핀란드에서 라이선스를 받았다.
1948년 푸가에서 새로 개발된 제트 추진 기술을 활용한 새로운 기본 훈련기 설계에 대한 개발이 시작되었다. 초기 설계는 프랑스 공군(Armée de l'Air, AdA)에 의해 평가되었으며 항공기가 요구 사항에 비해 충분한 출력이 부족하다는 판단에 따라 확대되어 한 쌍의 터보메카 마르보레(Turbomeca Marboré) 터보제트 엔진을 채택했다. 1952년 7월 23일 첫 비행을 했고, 이 유형의 첫 번째 생산 주문은 1954년 1월 13일에 접수되었다. 또한 관련 CM.175 제피르는 프랑스 해군을 위해 개발 및 생산된 항공모함이 가능한 버전이었다.
주로 훈련기로 운용되는 마지스터는 전투에서 다양한 운용자들에 의해 근접 항공 지원 플랫폼으로 자주 사용되었다. 후자의 경우 6일 전쟁, 엘살바도르 내전, 서부 사하라 전쟁, 콩고 위기 등에서 활동했다. 마지스터는 또한 파트루이 드 프랑스(Patrouille de France, 1964년부터 1980년까지)를 포함한 많은 곡예 비행 팀에 의해 선택되었다. 프랑스군에서는 마지스터가 결국 다쏘/도르니어 알파 제트(Dassault/Dornier Alpha Jet)로 대체되었다. 프랑스 공군이 퇴역한 후 마지스터는 미국의 여러 개인 소유 조종사에 의해 구입되었으며 이후 실험용 범주에서 운용되었다.

## 변종
- CM.160
- CM.170 Magister
- CM.170M Magister
- CM.170R
- CM.170-1 Magister
- CM.170-2 Magister
- CM.171 Makalu
- CM.173 Super Magister/ Potez 94
- CM.175 Zéphyr
- Potez CM.191
- IAI Tzukit
- Fouga 90/90A

## 사양 (CM.170-1)

### 일반적인 특성
- 승무원: 2
- 길이: 10.06m(33피트 0인치)
- 날개 폭: 12.15m(39피트 10인치)(팁 탱크 위)
- 높이: 2.80m(9피트 2인치)
- 날개 면적: 17.30m2(186.2평방피트)
- 종횡비: 7.42:1
- 익형: NACA 64 시리즈
- 공차 중량: 2,150kg(4,740lb)
- 총 중량: 2,850kg(6,283lb)(팁 탱크 제외)
- 최대 이륙 중량: 3,200kg(7,055lb)
- 연료 용량: 730L(190US gal, 160imp gal) 내부 연료; 팁 탱크 포함 980L(260 US gal, 220 imp gal)
- 동력 장치: 2 × Turbomeca Marboré IIA 터보제트, 각각 3.9 kN (880 lbf) 추력

### 성능
- 최대 속도: 9,100m(30,000피트)에서 715km/h(444mph, 386kn)
- 초과 금지 속도: 860km/h(530mph, 460kn)(마하 0.82)
- 범위: 1,200km(750mi, 650nmi)(외부 탱크 포함)
- 지구력: 2시간 40분(외부 탱크 사용 시)
- 서비스 한도: 11,000m(36,000피트)
- 상승 속도: 16.99m/s(3,345ft/min)(팁 탱크 제외)
- 15m(50피트)까지 이륙 거리: 930m(3,050피트)

### 군사장비
- 2× 7.5mm 또는 7.62mm 기관총, 200발/포
- 50kg(110lb) 폭탄, 비유도 로켓(T 10, T 900 또는 SNEB 로켓 포드) 및 Nord Aviation SS.11 대전차 미사일을 포함하여 날개 아래 하드포인트 2개에 최대 140kg(310lb)의 무기를 탑재할 수 있다.

## 같이 보기
- 세스나 T-37